# Ala I Civium Romanorum

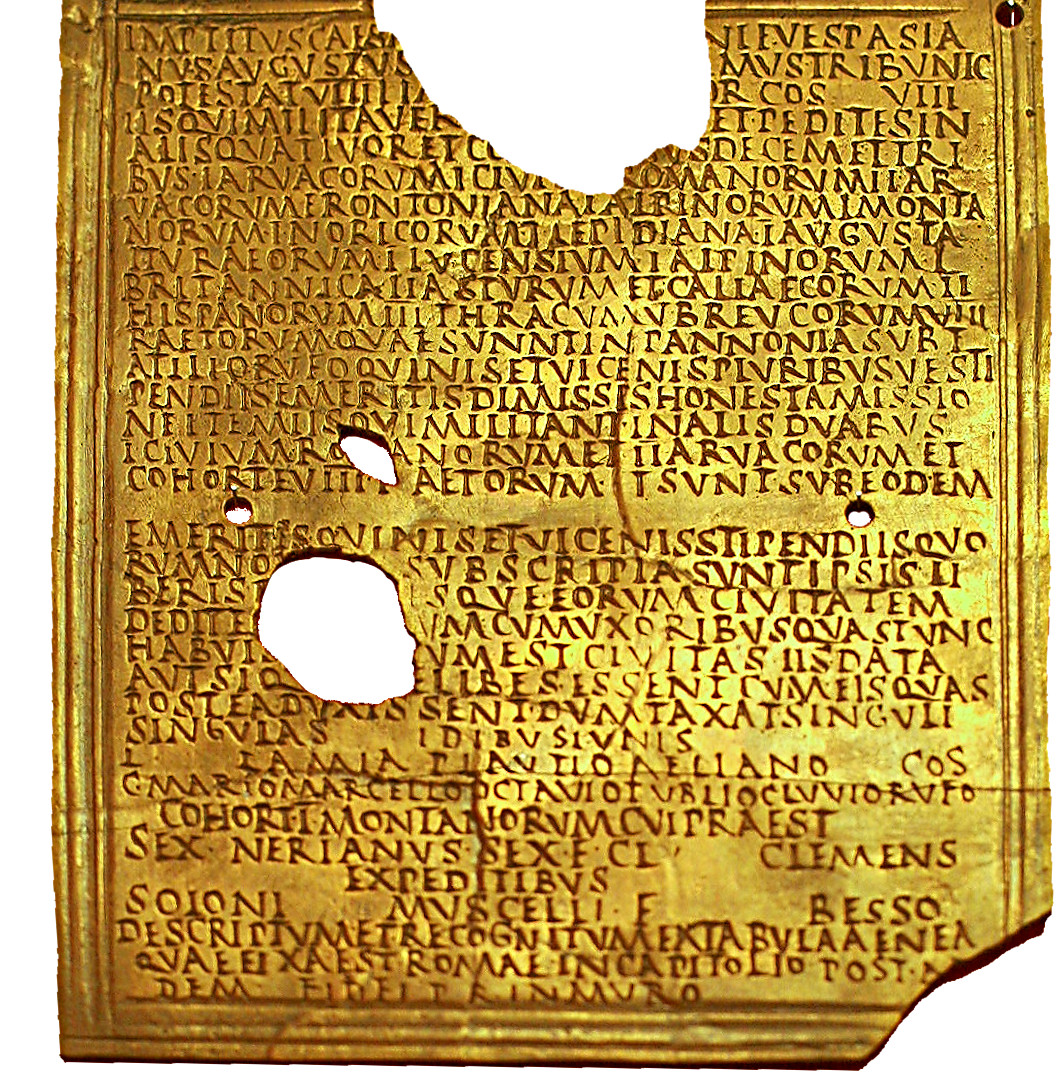
Das Militärdiplom vom 13. Juni 80 n. Chr.

Die Ala I civium Romanorum (deutsch 1. Ala der römischen Bürger) war eine römische Auxiliareinheit. Sie ist durch Militärdiplome und Inschriften belegt.

## Namensbestandteile
- Ala: Die Ala war eine Reitereinheit der Auxiliartruppen in der römischen Armee.

- I: Die römische Zahl steht für die Ordnungszahl die erste (lateinisch prima). Daher wird der Name dieser Militäreinheit als Ala prima .. ausgesprochen.

- civium Romanorum: der römischen Bürger. Die Soldaten der Ala wurden bei Aufstellung der Einheit aus römischen Bürgern rekrutiert.

Da es keine Hinweise auf den Namenszusatz milliaria (1000 Mann) gibt, war die Einheit eine Ala quingenaria. Die Sollstärke der Ala lag bei 480 Mann, bestehend aus 16 Turmae mit jeweils 30 Reitern.

## Geschichte
Die Ala war in den Provinzen Pannonia und Dacia stationiert. Sie ist auf Militärdiplomen für die Jahre 80 bis 192 n. Chr. aufgeführt.
Der erste Nachweis in der Provinz Pannonia beruht auf einem Diplom, das auf 80 datiert ist. In dem Diplom wird die Ala als Teil der Truppen (siehe Römische Streitkräfte in Pannonia) aufgeführt, die in der Provinz stationiert waren. Weitere Diplome, die auf 84 bis 85 datiert sind, belegen die Einheit in derselben Provinz.
Die Ala nahm an den Dakerkriegen Trajans teil und wurde danach in der neuen Provinz Dacia stationiert, wo sie erstmals durch ein Diplom nachgewiesen ist, das auf 109 datiert ist. In dem Diplom wird die Ala als Teil der Truppen (siehe Römische Streitkräfte in Dacia) aufgeführt, die in der Provinz stationiert waren. Weitere Diplome, die auf 110 datiert sind, belegen die Einheit in derselben Provinz.
Zwischen 110 und 135 wurde die Einheit nach Pannonia inferior verlegt, wo sie durch Diplome nachgewiesen ist, die auf 135 bis 192 datiert sind.
Der letzte Nachweis der Ala beruht auf der Inschrift (AE 1987, 955), die auf 252 datiert ist.

## Standorte
Standorte der Ala in Pannonia waren möglicherweise:
- Alisca
- Cornacum
- Intercisa
- Rittium (Surduk)
- Teutoburgium: Die Inschriften von Aurelius De[], Caius Aurelius Martinus, Marcus Ulpius Super und Veturius Dubitatus wurden hier gefunden.

## Angehörige der Ala
Folgende Angehörige der Ala sind bekannt:

### Kommandeure
| - C(aius) Aur[elius] Marti[nus], ein Präfekt (CIL 3, 10256) - Lucius Aburnius Torquatus, ein Präfekt - Λ. Ουειβιος Λεντυλος, ein επαρχος | - P(ublius) Messius Saturninus, ein Präfekt (AE 1932, 34) - Ti(berius) Cl(audius) Priscus, ein Präfekt (AE 1911, 237) |

### Sonstige
| - Aur(elius) De[], ein Reiter (ILJ 3016) - G(aius) Aemil(ius) Valens, ein Reiter (AE 1890, 90) - Marc(us) Cotum, ein Decurio (AE 1987, 955) - M(arcus) Ulp(ius) Similis, ein Sesquiplicarius (CIL 3, 3272) | - M(arcus) Ulp(ius) Super, ein Summus Curator (CIL 3, 3272); er war auch Decurio der Ala Praetoria. - [P]rimanus, ein Decurio (AE 1890, 90) - [Ve]t(urius) Du[bi]tatus, ein Veteran und ehemaliger Duplicarius (AE 1912, 129) |